# Wayne Rooney
Wayne Mark Rooney (n. 24 octombrie 1985, Liverpool, Anglia, Regatul Unit) este un fotbalist britanic retras din activitate, care a jucat pe post de atacant sau mijlocaș central la echipe ca Manchester United, Everton și DC United. Pe plan internațional, are prezențe la națională pentru Anglia, Anglia U17⁠(d) și Anglia U19⁠(d). După încheierea carierei, a devenit antrenor, și a antrenat, printre altele, Derby, DC United și Plymouth.
A jucat de regulă ca vârf retras, în spatle olandezului Ruud van Nistelrooy, până la transferul acestuia la formația spaniolă Real Madrid, deși în sezonul 2005-2006 și-a dovedit versatilitatea jucând ca mijlocaș, pe ambele flancuri. A purtat tricoul cu numărul „8” la Manchester United din 2004 până în iunie 2007, când a trecut la numărul „10”. În echipa națională a Angliei a purtat tricoul cu numărul „9”.
Rooney a crescut într-o arie urbană din estul orașului Liverpool, numită Croxteth, unde el și cei doi frați ai săi au învățat într-o școală catolică.
Rooney a fost suporter al clubului Everton FC în copilărie, iar eroul său a fost Duncan Ferguson. Obișnuia să poarte un tricou inscripționat „Once a blue, Always a blue” („Odată albastru, mereu albastru”, referință la culoarea de bază a echipei Everton). Cu toate acestea, avea să joace doar două sezoane pentru Everton FC, cerând, și primind apoi, un transfer. Fanii de pe Goodison Park nu l-au iertat încă pentru aceasta, Rooney fiind primit cu fluierături pe stadionul lui Everton.
În ianuarie 2021, Rooney s-a retras din lumea fotbalului.
Rooney a fost în centrul atenției mass-media de la debutul său din 2002, atrăgând în mod special atenția publicului pe 19 octombrie 2002, atunci când a înscris un gol memorabil împotriva campioanei en-titre, Arsenal, punând astfel capăt seriei sale de 30 de meciuri fără înfrângere. Rooney a primit atunci mingea la marginea careului de 16 m, a făcut o preluare pe piept, prin care și-a depășit adversarul, trimițând apoi un șut care a catapultat mingea în vinclul stâng al porții apărate pe atunci de David Seaman. Acel gol a însemnat o victorie târzie cu 2-1 pentru Everton în fața celor de la Arsenal. Comentatorul meciului, Clive Tyldesley, a exclamat atunci : „Țineți minte acest nume, Wayne Rooney!”. Rooney avea 17 ani neîmpliniți când a marcat golul, ceea ce a însemnat depășirea recordului de vârstă în Premier League în acea vreme. Rooney și-a făcut o reputație pe plan internațional în urma participării la Euro 2004, unde a făcut pereche în atacul Angliei cu Michael Owen și a marcat patru goluri, eclipsându-și colegul.

## Carieră

### Everton
După ce a excelat la Liverpool Schoolboys și The Dynamo Brownwings, Rooney a semnat cu Everton cu puțin timp înainte să împlinească 11 ani. Rooney a devenit faimos pe plan național pe 19 octombrie 2002, când a devenit cel mai tânăr marcator din istoria Premier League, la 16 ani și 360 de zile (dar de atunci recordul a fost depășit de James Milner și de actualul deținător, James Vaughan). Golul său împotriva lui Arsenal, campioana de atunci, a fost un gol al victoriei în ultimul minut, care a întrerupt seria lui Arsenal de 30 de meciuri fără înfrângere. La sfârșitul anului 2002 a câștigat premiul „Sports Young Personality of the Year”, acordat de BBC.

### Transfer
Înainte de a împlini 17 ani și a deveni eligibil pentru un contract de profesionist, Wayne Rooney juca pentru 80 de lire sterline pe săptămână și locuia împreună cu familia sa într-o locuință socială. Rooney câștigă în prezent în jur de £51.755 pe săptămână. În urma mediatizării intense a lui Rooney la Euro 2004, oficialii lui Everton au declarat că nu îl vor vinde pentru o sumă mai mică de £50 de milioane. Clubul i-a oferit lui Rooney un contract nou, de £12,000 pe săptămână, pe o durată de trei ani. Însă impresarul lui Rooney a refuzat acea ofertă, pe 27 august 2004, lăsând pe Manchester United și pe Newcastle United să se bată pentru semnătura lui.
Ziarul Times a anunțat că Newcastle era aproape de a achiziționa tânăra vedetă pentru £18.5 milioane, afirmație cofirmată apoi de impresarul lui Rooney. Cu toate acestea Manchester United avea să reușească să-l semneze pe tânăr. Rooney a prezentat o cerere de transfer celor de la Everton FC pe 31 august 2004, el semnând pentru Manchester United după ce s-a încheiat o afacere de în jur de £31 milioane (49 incluzând salariul). Acordul s-a încheiat la doar câteva ore înainte de terminarea perioadei de transferări.

## Statistici

### Club
La 15 octombrie 2017.
| Club              | Sezon         | Ligă           | Ligă    | Ligă   | FA Cup  | FA Cup | Cupa Ligii | Cupa Ligii | Europe  | Europe | Altele  | Altele | Total   | Total  |
| Club              | Sezon         | Divizie        | Meciuri | Goluri | Meciuri | Goluri | Meciuri    | Goluri     | Meciuri | Goluri | Meciuri | Goluri | Meciuri | Goluri |
| ----------------- | ------------- | -------------- | ------- | ------ | ------- | ------ | ---------- | ---------- | ------- | ------ | ------- | ------ | ------- | ------ |
| Everton           | 2002–03       | Premier League | 33      | 6      | 1       | 0      | 3          | 2          | –       | –      | –       | –      | 37      | 8      |
| Everton           | 2003–04       | Premier League | 34      | 9      | 3       | 0      | 3          | 0          | –       | –      | –       | –      | 40      | 9      |
| Everton           | Total         | Total          | 67      | 15     | 4       | 0      | 6          | 2          | –       | –      | –       | –      | 77      | 17     |
| Manchester United | 2004–05       | Premier League | 29      | 11     | 6       | 3      | 2          | 0          | 6       | 3      | 0       | 0      | 43      | 17     |
| Manchester United | 2005–06       | Premier League | 36      | 16     | 3       | 0      | 4          | 2          | 5       | 1      | –       | –      | 48      | 19     |
| Manchester United | 2006–07       | Premier League | 35      | 14     | 7       | 5      | 1          | 0          | 12      | 4      | –       | –      | 55      | 23     |
| Manchester United | 2007–08       | Premier League | 27      | 12     | 4       | 2      | 0          | 0          | 11      | 4      | 1       | 0      | 43      | 18     |
| Manchester United | 2008–09       | Premier League | 30      | 12     | 2       | 1      | 1          | 0          | 13      | 4      | 3       | 3      | 49      | 20     |
| Manchester United | 2009–10       | Premier League | 32      | 26     | 1       | 0      | 3          | 2          | 7       | 5      | 1       | 1      | 44      | 34     |
| Manchester United | 2010–11       | Premier League | 28      | 11     | 2       | 1      | 0          | 0          | 9       | 4      | 1       | 0      | 40      | 16     |
| Manchester United | 2011–12       | Premier League | 34      | 27     | 1       | 2      | 0          | 0          | 7       | 5      | 1       | 0      | 43      | 34     |
| Manchester United | 2012–13       | Premier League | 27      | 12     | 3       | 3      | 1          | 0          | 6       | 1      | –       | –      | 37      | 16     |
| Manchester United | 2013–14       | Premier League | 29      | 17     | 0       | 0      | 2          | 0          | 9       | 2      | 0       | 0      | 40      | 19     |
| Manchester United | 2014–15       | Premier League | 33      | 12     | 4       | 2      | 0          | 0          | –       | –      | –       | –      | 37      | 14     |
| Manchester United | 2015–16       | Premier League | 28      | 8      | 5       | 2      | 2          | 1          | 6       | 4      | –       | –      | 41      | 15     |
| Manchester United | 2016–17       | Premier League | 25      | 5      | 2       | 1      | 4          | 0          | 7       | 2      | 1       | 0      | 39      | 8      |
| Manchester United | Total         | Total          | 393     | 183    | 40      | 22     | 20         | 5          | 98      | 39     | 8       | 4      | 559     | 253    |
| Everton           | 2017–18       | Premier League | 8       | 3      | 0       | 0      | 0          | 0          | 6       | 1      | –       | –      | 14      | 4      |
| Total carieră     | Total carieră | Total carieră  | 468     | 201    | 44      | 22     | 26         | 7          | 104     | 40     | 8       | 4      | 650     | 274    |